# Les Épées (revue)
Les Épées était une revue royaliste et souverainiste française, créée en 2001 et dont l'ancêtre est l'AFU (Action française universitaire). Animées notamment par plusieurs anciens de la revue Réaction, Les Épées défendent un royalisme conservateur et catholique.

## Ligne éditoriale
Les animateurs de la revue sont issus de l'Action française. Elle se réclame de Maurras, de Pierre Boutang. Les articles sont surtout consacrés à la philosophie politique, royaliste, conservatrice et traditionaliste. Le principal rédacteur, Frédéric Rouvillois, enseigne le droit constitutionnel.
Après 2017, plusieurs animateurs de la revue — ainsi que ceux de la revue Immédiatement — se retrouvent dans la rédaction de L'Incorrect, parfois à Causeur, ou à la Fondation du Pont-Neuf, organisation conservatrice.